# Kloster Geisenfeld

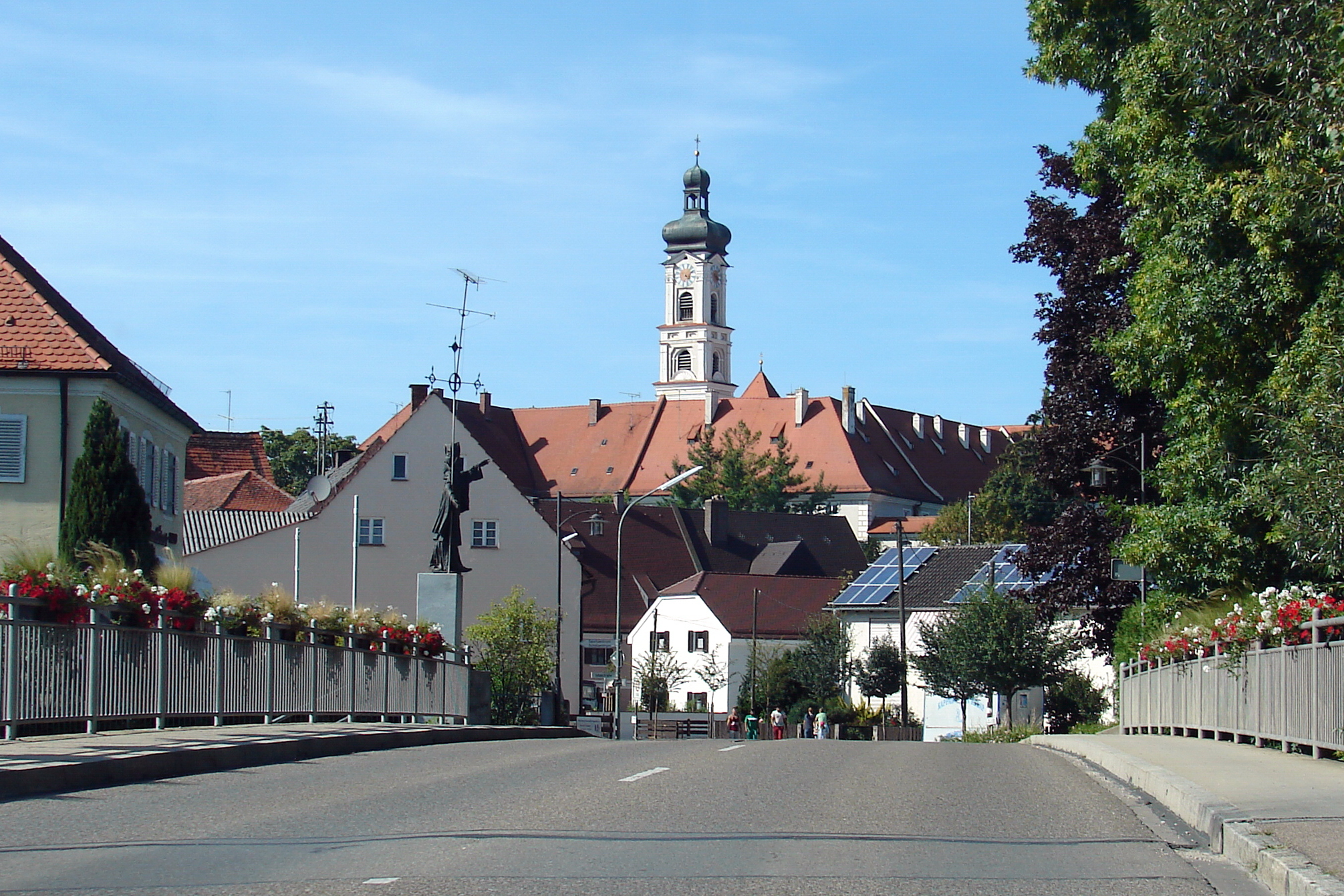
Kloster Geisenfeld von der Ilm aus gesehen

Das Kloster Geisenfeld ist eine ehemalige Benediktinerinnen-Abtei in Geisenfeld in Bayern in der Diözese Regensburg.

## Geschichte

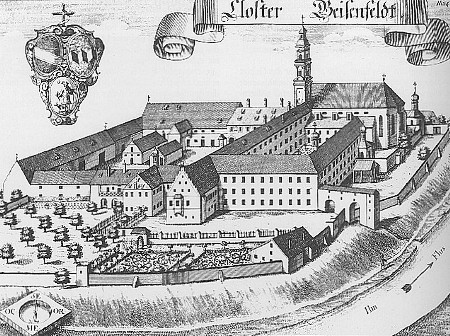
Stich von Michael Wening (um 1700)

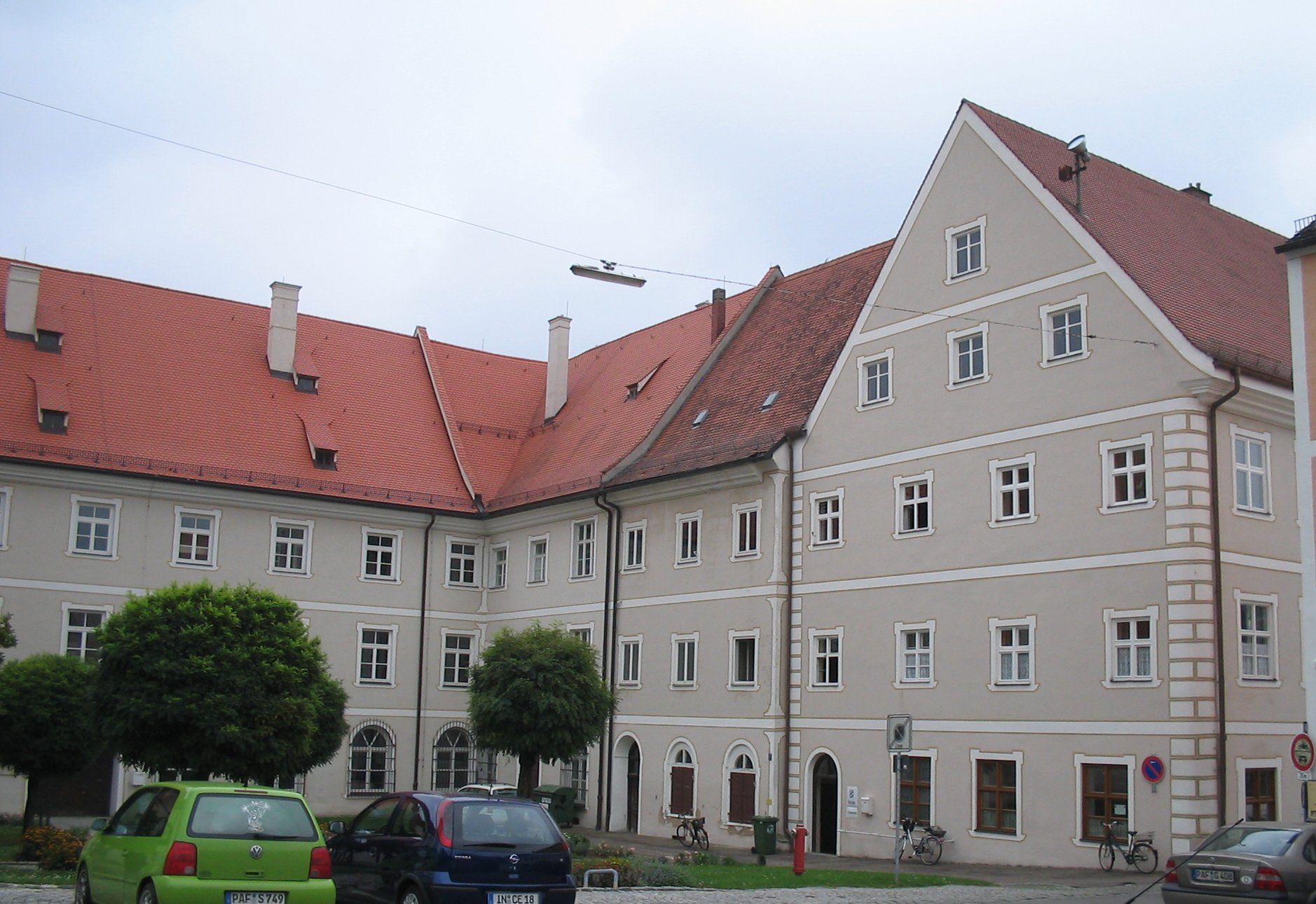
Klosterhof

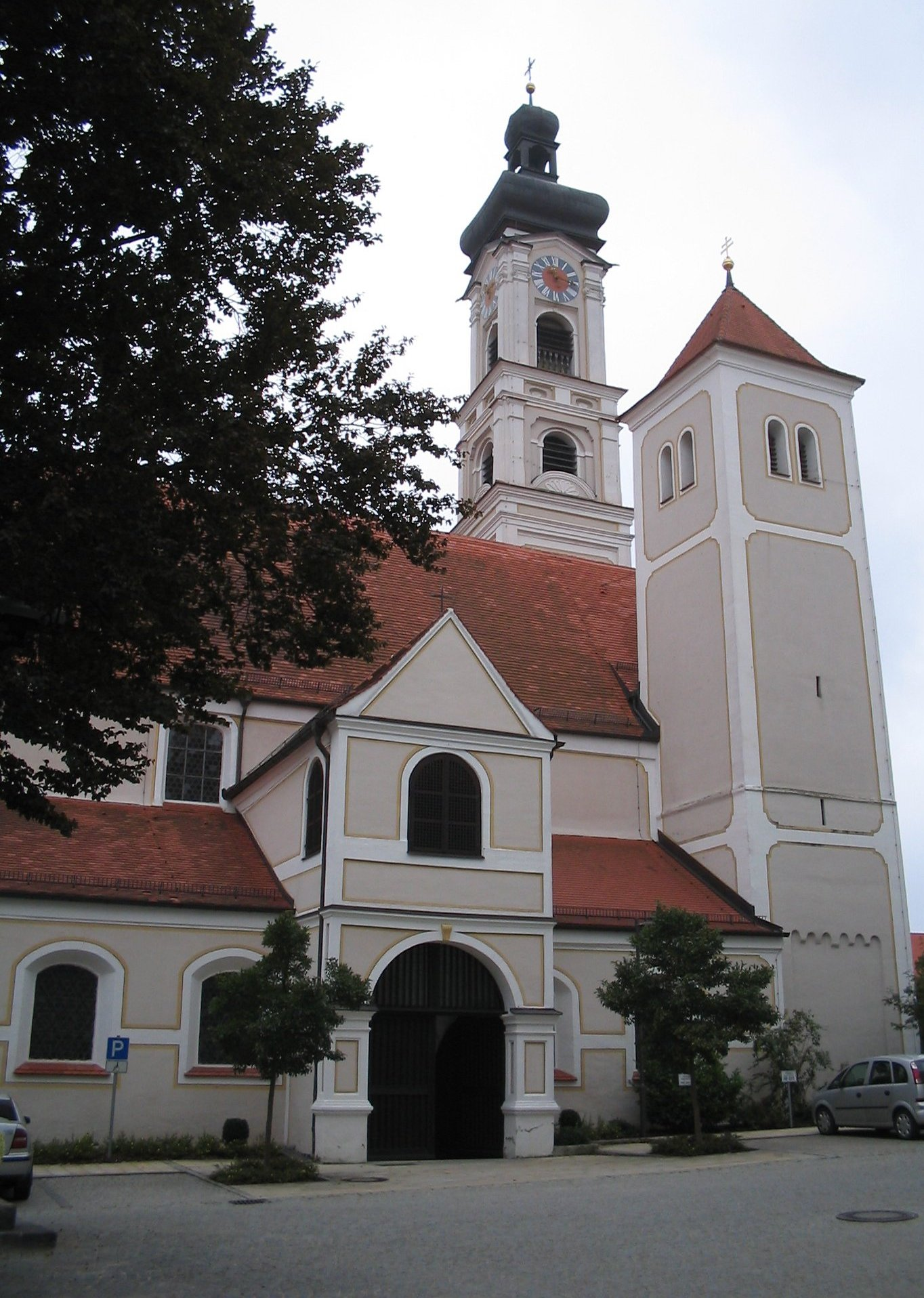
Ehemalige Klosterkirche

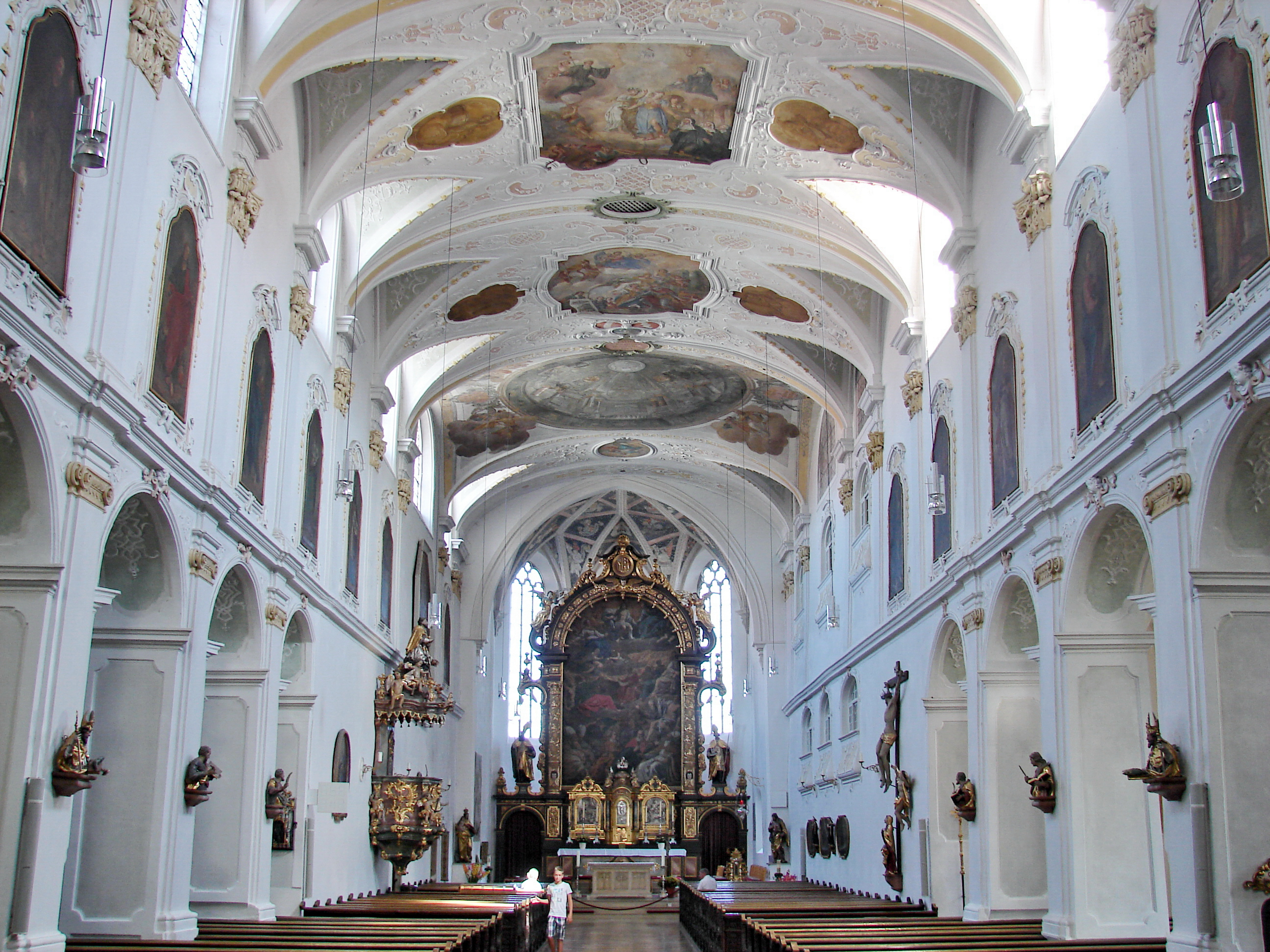
Klosterkirche St. Emmeram: Innenraum

Zum Dank dafür, dass Kurfürst Max Joseph das Kloster dem Schweizer Fabrikanten Meyer verkaufte, wurde ihm am 7. September 1803 diese Ehrensäule errichtet.

Das Kloster wurde 1037 durch Graf Eberhard von Ebersberg gegründet; es wurde 1803 im Zuge der Säkularisation aufgelöst. Ein Teil der Klostergebäude wurde abgebrochen. Die restlichen Gebäudeteile wurden für die Nutzung durch öffentliche Ämter eingerichtet.
Ein im ersten Viertel des 11. Jahrhunderts geschriebener Psalter mit Kommentar ist wegen der dort nachgetragenen Traditionsnotizen spätestens um 1200 im Besitz des Klosters gewesen. Im 16. Jahrhundert wurde er durch einen Eintrag auf dem vorderen Deckelspiegel mit dem Klostergründer in Verbindung gebracht. Der sogenannte Eberhard-Psalter kam durch die Säkularisation 1803 in die Bayerische Staatsbibliothek in München, wo er unter der Signatur clm 7355 aufbewahrt wird.
Das Kloster Geisenfeld war eines der größten und reichsten Klöster im damaligen Bayern. Zum Landbesitz des Klosters gehörten noch 1752 189 Anwesen in den umliegenden Orten. Aufgrund umfangreicher Schenkungen durch die Gründer des Klosters gehörten außerdem Teile Gaimersheims bei Ingolstadt und Langquaid im Landkreis Kelheim und ein Weingut in Gorsbach in Österreich zu dem Besitz des Klosters. Dazu kamen noch der Feilenforst mit 20.000 Tagewerk und andere große Wälder und Felder. Zum Kloster gehörten auch eine Brauerei (Klosterbräu), eine Sattlerei (Möbelhaus Weiß), eine Mühle (Sägewerk Knerr), eine Bäckerei (Bäckerei Escheu), eine Apotheke und viele der damaligen Handwerke.
Kaiser Ludwig der Bayer soll 1336 dem Kloster Geisenfeld die niedere Gerichtsbarkeit verliehen haben, die bis zur Säkularisation bestand.
Im 15. Jahrhundert wurde auch im Geisenfelder Benediktinerinnenkloster die Melker Klosterreform umgesetzt.

### Dreißigjähriger Krieg
Der Dreißigjährige Krieg ging nicht spurlos am Kloster vorbei. Am 30. April 1632 kamen feindliche Truppen aus Vohburg an der Donau und unternahmen im Raum Geisenfeld einen Plünderungszug. Mit 42 Personen flüchtete die damalige Äbtissin nach Ingolstadt und musste einen großen Besitz an Gerätschaften und Getreide, aber auch an Altartüchern, Kelchen und Monstranzen zurücklassen. „Alles haben sie gestohlen und großen Schaden angerichtet“, hat die damalige Äbtissin aufgeschrieben. Im Jahr 1648, nach dem Westfälischen Frieden, waren die Klostergebäude äußerst ruiniert und die meisten Lehnsgüter verbrannt.

### Wiederaufbau
Zu Beginn des 18. Jahrhunderts ließ sich eine gründliche Erneuerung der arg heruntergekommenen Klostergebäude nicht mehr hinausschieben. Große Gönner, sogar der Kölner Erzbischof, kamen der Äbtissin Constantia Jäger († 1727) damals zu Hilfe. Am 17. April 1701 wurde der Grundstein unter dem Baumeister Philipp Plank zum Umbau gelegt. Bereits zwei Jahre später waren das Dormitorium, das Refektorium, die Krankenstube, die Küche und die Apotheke fertig. Die Ausmaße des Gesamtbaues waren bis zur Säkularisation vorhanden. Die Klosterkirche wurde von Jägers Nachfolgerin Äbtissin Maria Cäcilia Weiß von 1728 bis 1730 erneuert. Die Stuckarbeiten stammen wohl von Wessobrunner Stuckateuren. Die Fresken schuf vermutlich Franz Joachim Beich der sonst eigentlich nur in Öl malte. Sie ließ auch den Südturm um zwei Stockwerke erhöhen und mit einer Turmlaterne versehen.

### Säkularisation
Am 20. Oktober 1803 wurde das Kloster Geisenfeld, laut Befehl des Kurfürsten Max Joseph vom 18. März 1803, von der bayerischen Landesdirektion aufgelöst. Zu diesem Zeitpunkt waren unter der Äbtissin Amanda Donaubauer aus Mainburg 29 Chorfrauen und 21 Laienschwestern im Kloster Geisenfeld. Die meisten Gebäude und Liegenschaften erwarb  für 52.666 Gulden der Seidenbandfabrikant, Philanthrop, Mäzen und Revolutionär Johann Rudolf Meyer aus Aarau, um in Geisenfeld eine Schweizer Fabrikkolonie zu gründen. Nachdem aber das für den Bau von Kolonistenhöfen vorgesehene Land im Feilenforst überschwemmt worden war, verkaufte er das Erworbene bereits 1804 an Landesdirektionsrat Ritter von Welz weiter. Die Klosterkirche wurde vom Kurfürsten am 29. Oktober 1804 der Pfarrgemeinde Geisenfeld geschenkt. Ab diesem Zeitpunkt trat sie als Pfarrkirche St. Emmeram an die Stelle der alten St. Emmeramskirche. Diese stand an der Stelle des 1874 erbauten heutigen Rathauses.

### Heute
Die ehemalige Klosterkirche wurde in den 1970er und 1980er Jahren innen und außen komplett renoviert, so dass sie heute in altem Glanz wieder erstrahlt.
Die anderen ehemaligen Klostergebäude, in direkter Nachbarschaft zur Kirche, gehören heute dem Freistaat Bayern sowie der Stadt Geisenfeld. Unter anderem sind in ihnen ein Notariat, das staatliche Notararchiv für Bayern, eine Tagesstätte für Senioren und die Stadtkapelle Geisenfeld untergebracht.

## Reihe der Äbtissinnen
Quelle: 
1. Gerbirgis, 1030 – um 1061
2. Wichberg, † um 1064
3. Frideruna Markgräfin von Hohenburg, 1087, † um 1120
4. Bertha, 1140
5. Mathildis, um 1147
6. Richildis, 1151
7. Heilwigis I. Gräfin von Bogen, vor 1155
8. Adelheid Gräfin von Hohenburg (?)
9. Elisabeth, um 1190
10. Heilwigis II., um 1211, 1216
11. Sophia, 1223–1246
12. Agnes I., 1249, 1257
13. Heilka I., 1276
14. Heilka II.
15. Anna von Rohrbach, 1300, 1330
16. Agnes II. von Pulenhausen, 1333
17. Elisabeth Münsterin
18. Margareth Hofer, 1358, † 1363
19. Ursula von Hachsenaker, 1361–1406
20. Margaretha von Egling, 1407–1416
21. Anna Schilwatz, 1416, 1422
22. Anna von Wolfstein, 1426
23. Catharina Munepeck, 1434, 1462
24. Dorothea Thürndl, 1467–1481
25. Helena Pruner, 1482–1483
26. Barbara Snäckler, 1483–1495
27. Euphemia Venediger, 1495–1500
28. Catharina von Stetten, 1501–1520
29. Beatrix Schalldorfer, 1520–1534
30. Hypolita Heustadl, 1534–1538
31. Sabina von Seiboldsdorf, 1538–1574
32. Maria von Gumppenberg, 1574–1584
33. Apollonia Entgießer, 1584–1607
34. Corona Schaller, 1607–1624
35. Salome Dolnhofer, 1624–1629
36. Catharina Hafner, 1629–1634
37. Maximiliana Zäch, 1634–1637
38. Benedicta Volkhammer, 1639–1649
39. Anna Theresia Pröbstl, 1649–1674
40. Johanna Fides Neuburger, 1674–1683
41. Anna Maria Gazin, 1683–1694
42. Constantia Jäger, 1694–1727
43. Cäcilia Weiß, 1727–1751
44. Generosa von Kreitmayer, 1751–1767
45. Aloisia von Asch, 1768–1784
46. Josepha Reiffenstuel, 1784–1794
47. Amanda Donabauer, 1794–1803, † 1803

## Trivia
Aus dem Buch von Josef Kürzinger:
- Zum Datum der Klostergründung gibt es unterschiedliche Erkenntnisse. So schreiben Quellen die Gründung durch Eberhard II. und seiner Frau Adelheid dem Jahr 1030 oder 1037 zu. Ebenso wird von einem Grafen Eberhard von Murach als Gründer berichtet. Andere Quellen weisen gar 911, 929 oder 1011 als Gründungsjahr aus.
- Ebenso wird kritisch angemerkt, dass die zweite Äbtissin des Klosters als Wichberg, eine Schwester eines Grafen Eberhard, in der Klosterliteralie I auftaucht und sich nicht eindeutig als Schwester von Eberhard II. von Ebersberg identifizieren lässt.